# Buhen
Buhen war eine altägyptische Festung und Siedlung unterhalb des zweiten Nilkataraktes in Oberägypten (historische Landschaft Unternubien), heute im Nordsudan nahe der Grenze zu Ägypten. Die Stadt wurde vor allem im Mittleren und Neuen Reich genutzt und hatte eine Ausdehnung von 215 × 460 m. Sie befand sich auf der Westseite des Nils gegenüber von Wadi Halfa.

## Geschichte
Schon im Alten Reich stand hier eine ägyptische Siedlung, die wohl auch eine Handelsstation war. Die Siedlung befand sich etwas nördlich entlang des Ufers und war von einer circa 120 × 950 m großen Mauer umgeben. Ein Teil der Landmauer war durch eine 65 m entfernte Vormauer mit 18 halbrunden Mauertürmen geschützt. Hier fanden sich zahlreiche Siegel mit Namen von Herrschern des Alten Reiches. Die eigentliche Festung wurde in der Periode des Mittleren Reiches als eine von mehreren ägyptischen Grenzfestungen in Nubien erbaut, wohl unter der Herrschaft von König Sesostris I. um das Jahr 1950 v. Chr. Die Festung wurde in der Hyksoszeit niedergebrannt und in der 18. Dynastie wiederaufgebaut.

## Architektur

Festungsmauer (1960)

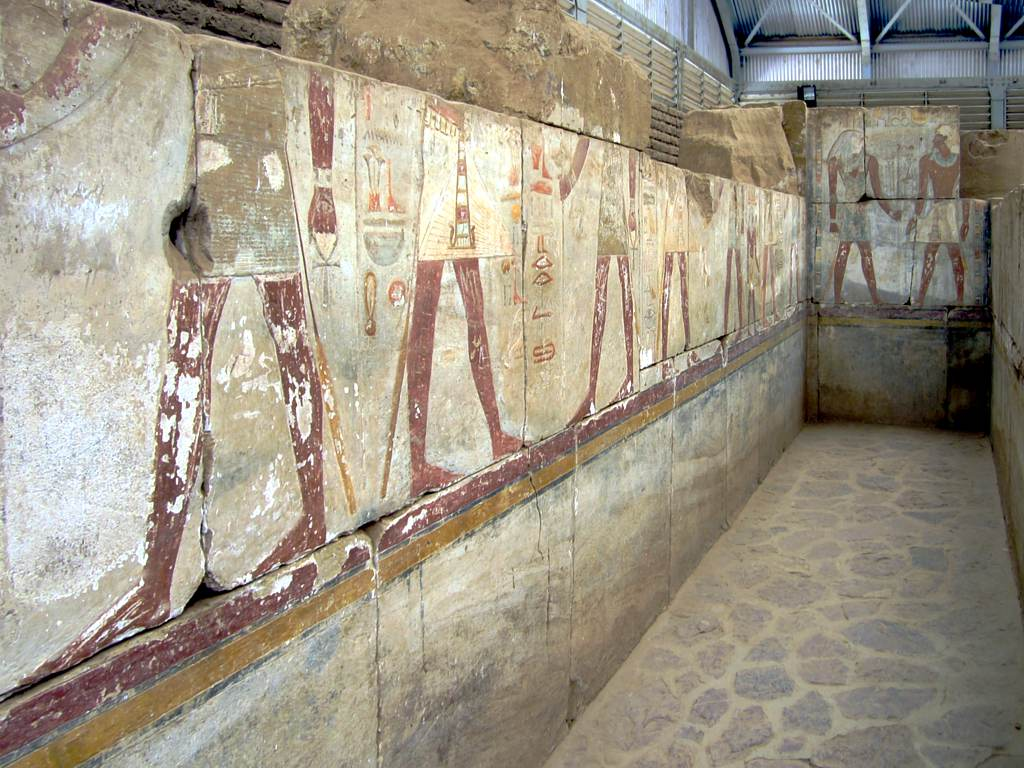
Wiederaufgebauter Tempel im Nationalmuseum Sudan in Khartum

Die Festung lässt sich in drei Bauabschnitte gliedern. Im Inneren befand sich die 150 × 170 m große Festung von Sesostris I., mit 5 m dicken Mauern und 11 m hohen besonders starken Eckbastionen mit rechteckigen Türmen. In der Westmauer standen zwei Flusstore und ein monumentaler Torbau. Die äußere Zwingermauer war mit halbrunden, an den Ecken kleeblattförmig angeordneten, Mauertürmen ausgestattet. In der Nordostecke befand sich der Sitz des Kommandanten und möglicherweise ein Tempel.
Die innere Festung war von einer äußeren 712 m langen Umwallung von Sesostris I. mit dem Rücken zum Fluss umgeben. Sie war 4 m dick, besaß 32 halbrunde Türme und hatte einen unregelmäßigen Verlauf. Vor dem Ende der 12. Dynastie wurde eine verstärkte äußere Umwallung angelegt, die alle vier Seiten umschloss. Diese besaß zahlreiche Rechtecktürme, die sich mit größeren Eck- und Zwischenbastionen abwechselten. An der Nord-, Süd- und Westmauer gab es monumentale Torbauten, von dem letzterer burgähnlich (Barbakane) war und einen doppelten Zwinger besaß.
Zwischen der inneren Festung und der Nordmauer befanden sich die Reste des aus Ziegeln bestehenden Nordtempels der Isis aus der Zeit des Ahmose. Der Hof wurde auf drei Seiten von steinernen Pfeilerhallen umgeben, hinter dem sich zwei Breiträume (Erscheinungs- und Opfertischsaal) und ein Sanktuar mit zwei flankierenden Räumen befand. Innerhalb der Festung des Mittleren Reiches stand der steinerne Südtempel der Hatschepsut und des Thutmosis III., der dem Horus von Buhen geweiht war. Der Tempel ist neben Amada ein gutes Beispiel für einen Umgangstempel der Thutmosidenzeit gewesen. Einzelne verschleppte Blöcke wurden in Faras gefunden.

## Bedeutung
Diese Festung war die nördlichste einer Kette von Forts, die der Sicherung der Grenze zu den Kuschitern dienten. Die Festung und Siedlung bestand auch noch im Neuen Reich, als vor allem der Tempel ausgebaut wurde.

## Heutiger Zustand
Die Ruinen von Buhen sind heute vom Nassersee überflutet. Der Horus-Tempel der Festung wurde ab- und im Museumsgarten des Nationalmuseums des Sudans in Khartum wiederaufgebaut.